# Eurocon
Eurocon är en science fiction-kongress som äger rum i ett europeiskt land. Kongressen arrangeras av lokala fan-föreningar, men förvaltas av European Science Fiction Society (ESFS).

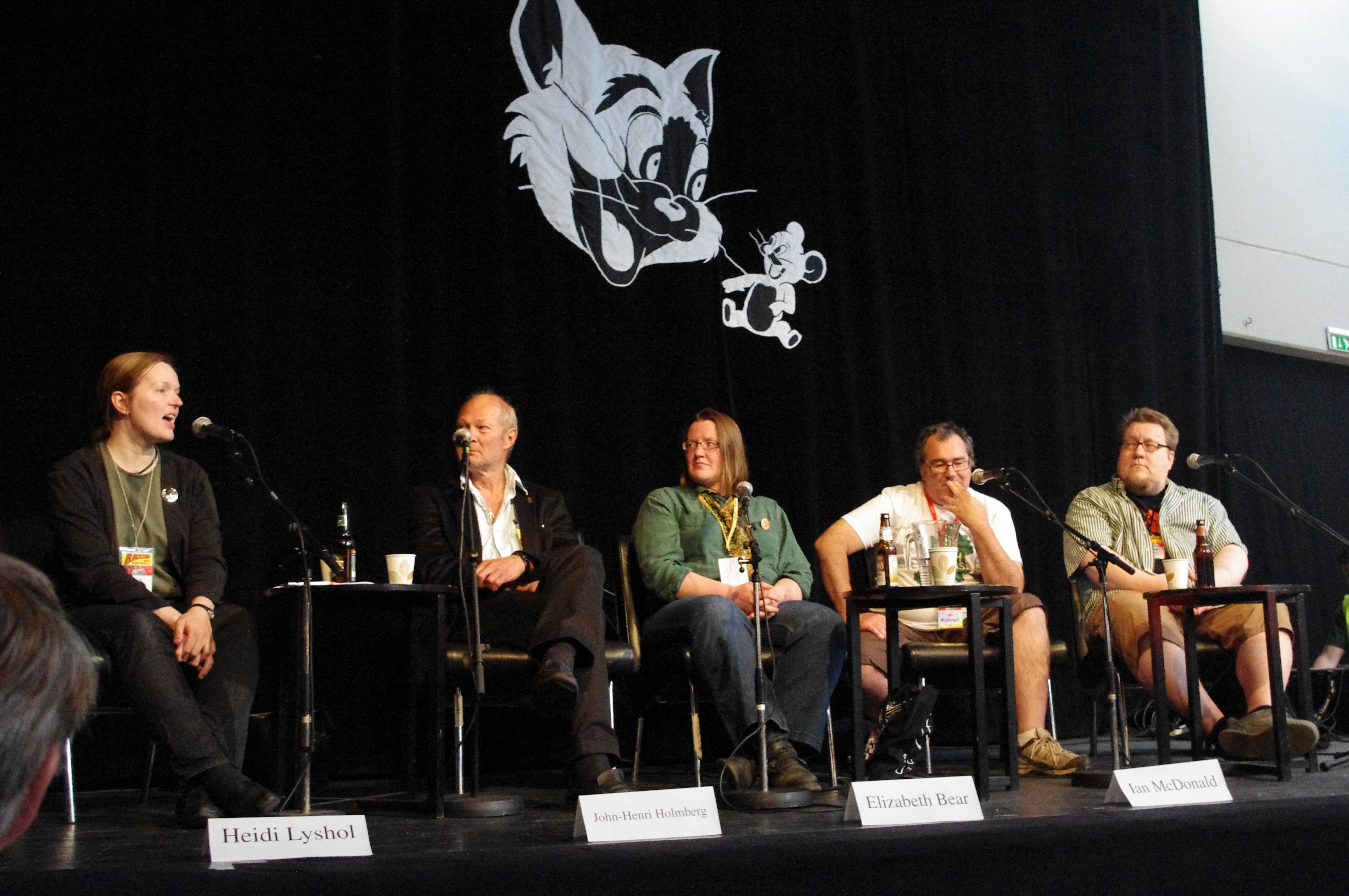
Hedersgästpanel på Eurocon i Stockholm 2011: Heidy Lyshol modererar John-Henri Holmberg, Elizabeth Bear, Ian McDonald och Jukka Halme.

## Organisation
Enligt ESFS stadgar, skall ett Eurocon anordnas åtminstone vartannat år. Sedan 1986 har kongressen, med undantag enbart för 1998, anordnats årligen.
Under varje års Eurocon, skall nästkommande Eurocon väljas genom omröstning.

## Historia
Det första Eurocon ägde rum 1972 i Trieste i Italien.  Organisationen ESFS grundades också under denna kongress. Den första kongressen hade ungefär 350 besökare på plats, med ett antal stödmedlemmar som ej närvarade fysiskt.

## Eurocon i Sverige
Två Eurocon har hållits i Sverige. Eurocon 11 ägde rum i Stockholm 2011 och Konflikt i Uppsala 2023. Båda var även Swecon, den nationella svenska science fiction kongressen, under sina respektive år.

### Eurocon 11
I Stockholm arrangerades 2011 en Eurocon-kongress. Den hölls i KTH:s lokaler och fick ekonomiskt stöd av Stockholms Kulturförvaltning, Statens Kulturråd och Nordiska Kulturfonden.
Hedersgäster var amerikanska författaren Elizabeth Bear, brittiske författaren Ian McDonald, finska fanet Jukka Halme och svenska översättaren John-Henri Holmberg.

### Konflikt
På Uppsala Universitetshus arrangerades 2023 ett Eurocon med namnet Konflikt, som hade ca 160 programpunkter och 800 deltagare. Det var den största science fiction-kongressen som arrangerats i Sverige. Kongressen arrangerades av Uppsala studenters science fiction förening med ekonomiskt stöd av Världsklass i Uppsala.
Hedersgäster var svenska illustratören Johan Egerkrans, finska litteraturvetaren Merja Polvinen, amerikanska författaren Martha Wells, och italienska författaren Fransesco Verso.

## Galleri

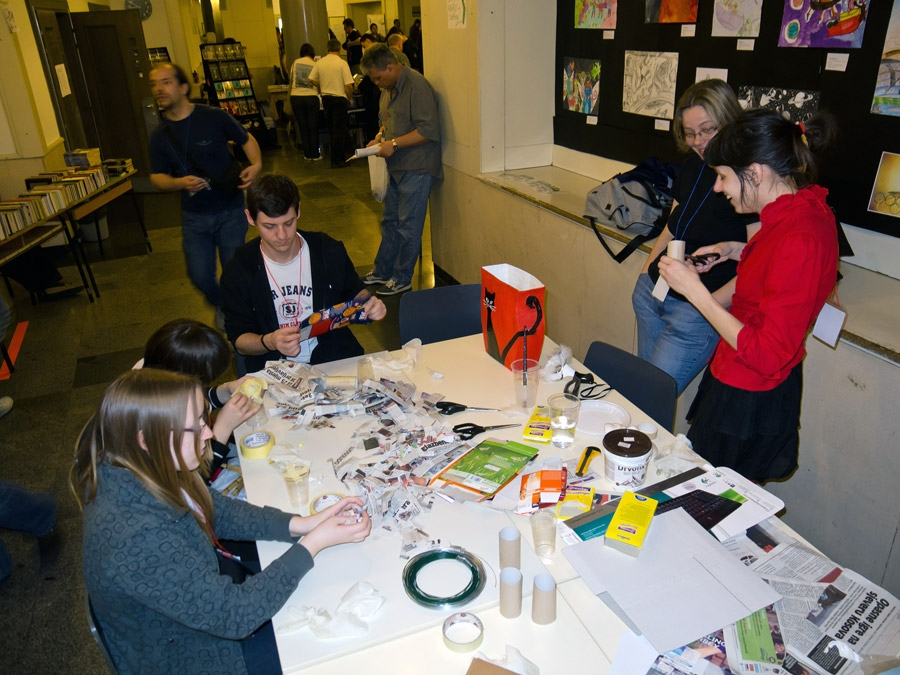
Eurocon 2012 i Zagreb.
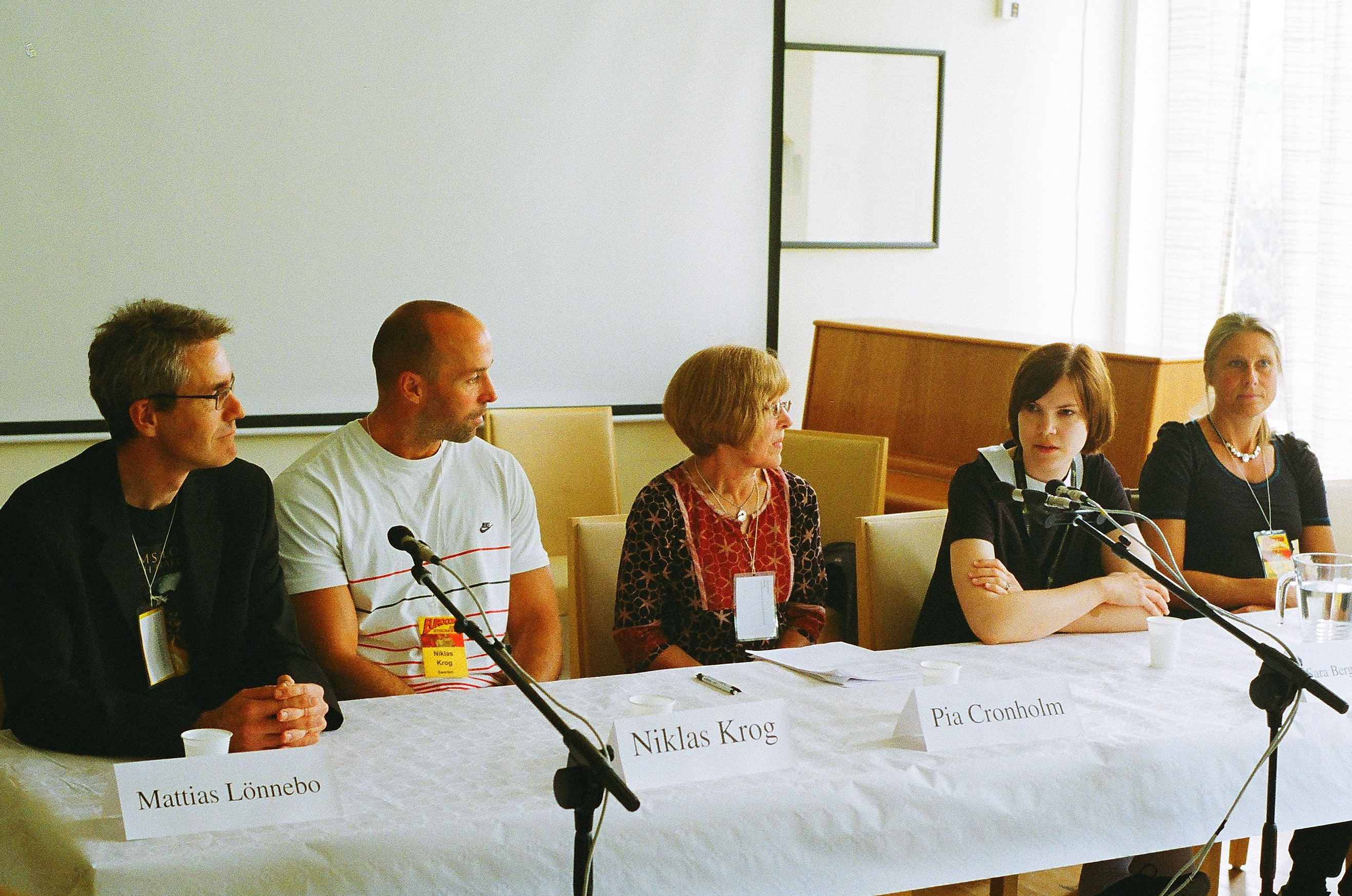
Paneldiskussion på Eurocon i Stockholm 2011.
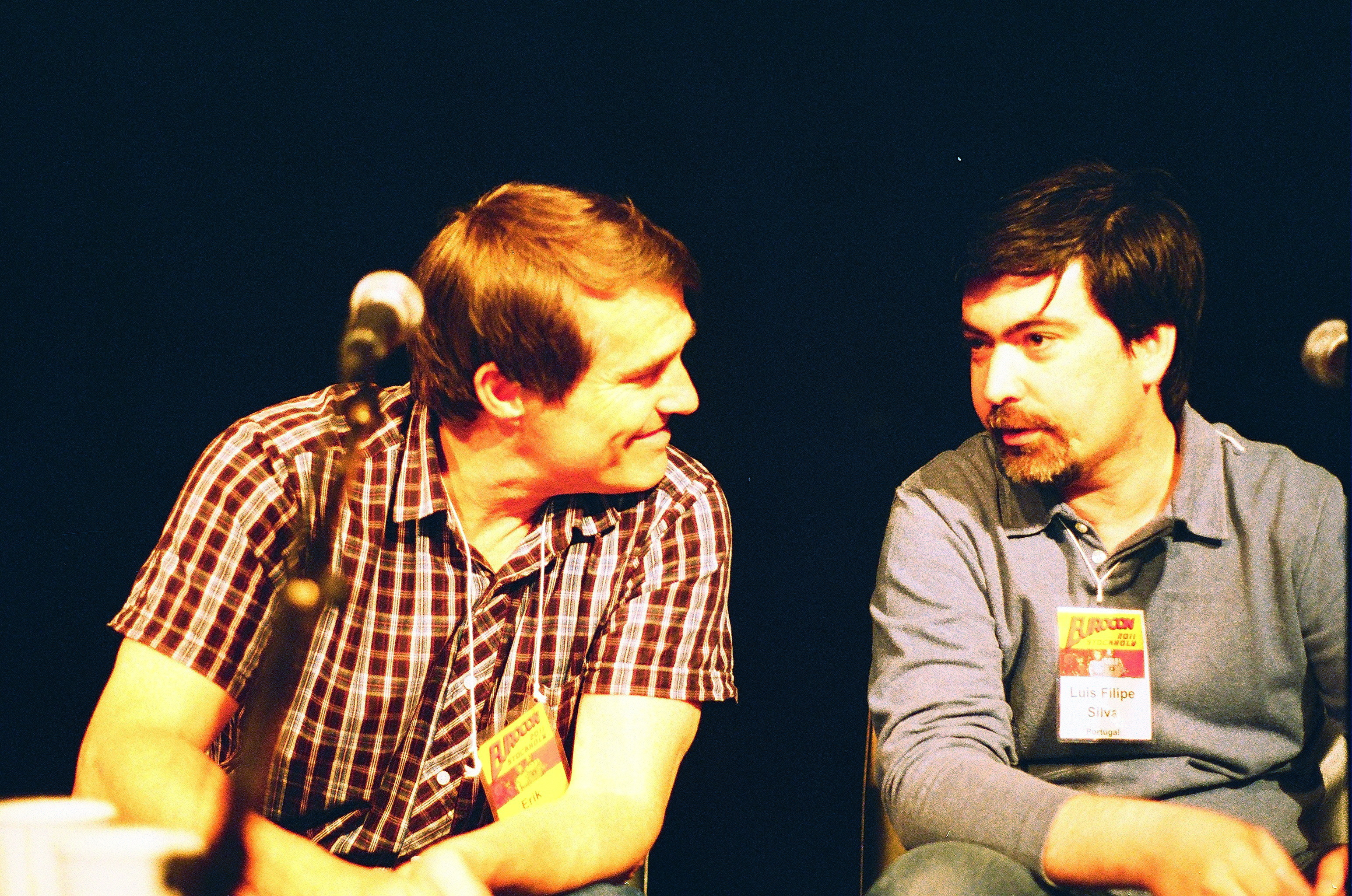
Erik Granström och Luís Filipe Silva i Stockholm 2011.
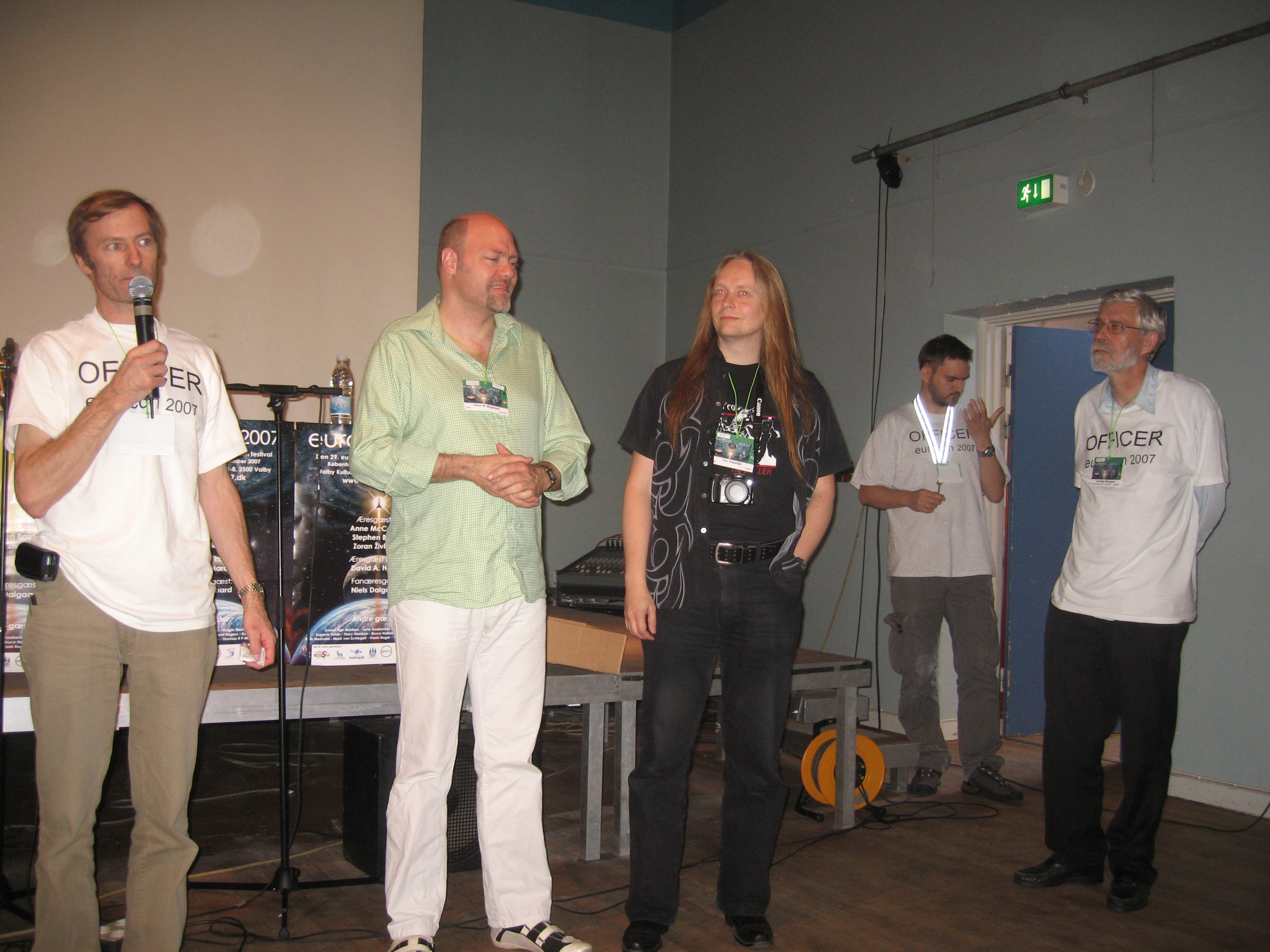
Olav M.J. Christiansen, Klaus Mogensen och Tero Ykspetäjä på Eurocon 2007 i Köpenhamn.

## Tidslinje
| #  | Namn                                                        | År   | Ort                                                            | Hedersgäster |  |
| -- | ----------------------------------------------------------- | ---- | -------------------------------------------------------------- | --- |  |
| 1  | Eurocon 1                                                   | 1972 | Italien, Trieste                                               | John Brunner |  |
| 2  | Eurocon 2                                                   | 1974 | Frankrike, Grenoble                                            | |  |
| 3  | Eurocon 3                                                   | 1976 | Polen, Poznań                                                  | Brian Aldiss |  |
| 4  | Eurocon 4                                                   | 1978 | Belgien, Bryssel                                               | |  |
| 5  | Eurocon 5                                                   | 1980 | Italien, Stresa                                                | |  |
| 6  | Eurocon 6                                                   | 1982 | Västtyskland, Mönchengladbach                                  | |  |
| 7  | Eurocon 7                                                   | 1983 | Jugoslavien, Ljubljana                                         | |  |
| 8  | Seacon '84                                                  | 1984 | Storbritannien, Brighton                                       | Pierre Barbet, Waldemar Kumming, Josef Nesvadba, Christopher Priest, Roger Zelazny. |  |
| 9  | Ballcon                                                     | 1986 | Jugoslavien, Zagreb                                            | Sam J. Lundwall |  |
| 10 | Eurocon 1987                                                | 1987 | Frankrike, Montpellier                                         | |  |
| 11 | Eurocon 1988                                                | 1988 | Ungern, Budapest                                               | |  |
| 12 | Eurocon 1989                                                | 1989 | San Marino                                                     | |  |
| 13 | Eurocon 1990                                                | 1990 | Frankrike, Fayence                                             | |  |
| 14 | Cracon = Polcon 1991                                        | 1991 | Polen, Krakow                                                  | |  |
| 15 | FreuCon XII                                                 | 1992 | Tyskland, Freudenstadt                                         | John Brunner, Iain Banks, Norman Spinrad, Daniel Walther |  |
| 16 | Helicon                                                     | 1993 | Storbritannien, Jersey                                         | John Brunner, George R. R. Martin, Karel Thole, Larry van der Putte |  |
| 17 | Eurocon 1994                                                | 1994 | Rumänien, Timișoara                                            | John Brunner, Herbert W. Franke, Joe Haldeman, Moebius, Norman Spinrad, Peter Cucska |  |
| 18 | Intersection                                                | 1995 | Storbritannien, Glasgow                                        | Samuel R. Delany, Gerry Anderson, Les Edwards, Vincent Clarke |  |
| 19 | Lithuanicon                                                 | 1996 | Litauen, Vilnius                                               | |  |
| 20 | Octocon 8                                                   | 1997 | Irland, Dublin                                                 | Harry Harrison, Chris Reed |  |
| 21 | Trinity                                                     | 1999 | Tyskland, Dortmund                                             | Brian Aldiss, Mark Brandis (alias Nikolai von Michalewsky), Diane Duane, Harry Harrison, Sam J. Lundwall, Roger MacBride Allen, Peter Morwood, Terry Pratchett, Ian Watson                                                                      |  |
| 22 | Tricity 2000                                                | 2000 | Polen, Gdansk                                                  | |  |
| 23 | Atlantykron                                                 | 2001 | Rumänien, Constanța                                            | Norman Spinrad, Joe Haldeman, Ion Hobana, David Lewis Anderson |  |
| 24 | Parcon 2002                                                 | 2002 | Tjeckien, Chotěboř                                             | George R. R. Martin, Robert Holdstock, Jim Burns, Myra Çakan, Kir Bulychev, Andrzej Sapkowski, Rafał Ziemkiewicz, Ernst Uleck, Isobel Carmody, William King, Jaroslav Velinský, Phillipe Coriat, Ondřej Neff, Klaus N. Frick, Martina Pilcerova |  |
| 25 | Finncon 2003                                                | 2003 | Finland, Åbo                                                   | Michael Swanwick, Steve Sansweet, Karolina Bjällerstedt Mickos, Boris Hurtta, Jonathan Clements, Björn Tore Sund |  |
| 26 | Bulgacon                                                    | 2004 | Bulgarien, Plovdiv                                             | Robert Sheckley, Ian Watson, Sergej Lukjanenko, Andrzej Sapkowski, Roberto Quaglia, Patrick Gyger |  |
| 27 | Interaction                                                 | 2005 | Storbritannien, Glasgow                                        | Christopher Priest, Jane Yolen, Greg Pickersgill, Lars-Olov Strandberg. |  |
| 28 | Portal 28                                                   | 2006 | Ukraina, Kiev                                                  | Harry Harrison, Andrzej Sapkowski |  |
| 29 | Eurocon 2007                                                | 2007 | Danmark, Köpenhamn                                             | Anne McCaffrey, Stephen Baxter, Zoran Živković, David A. Hardy, Niels Dalgaard |  |
| 30 | RosCon                                                      | 2008 | Ryssland, Moskva                                               | Harry Harrison, Sergei Lukjanenko |  |
| 31 | Deepcon 10                                                  | 2009 | Italien                                                        | Giuseppe Lippi, Lolita Fatjo, Marina Sirtis, Anthony Simcoe, Max Grodénchik, Larry Nemecek, Janet Nemecek, Ian Watson, Sergey Lukjanenko, Bruce Sterling, Geoffrey Landis, Mary Turzillo                                                        |  |
| 32 | Polcon 2010                                                 | 2010 | Tjeckien, Český Těšín und Polen, Cieszyn                       | Juraj Cervenak, Andrzej Sapkowski, Miroslav Zamboch, Orson Scott Card |  |
| 33 | Eurocon 2011                                                | 2011 | Sverige, Stockholm                                             | Elizabeth Bear, Ian McDonald, John-Henri Holmberg, Jukka Halme |  |
| 34 | SFeraKon                                                    | 2012 | Kroatien, Zagreb                                               | Tim Powers, Charles Stross, Dmitrij Gluchovskij, Darko Macan, Cheryl Morgan, Joanna Russ, Andre Norton |  |
| 35 | Eurocon 2013                                                | 2013 | Ukraina, Kiev                                                  | Chris Priest, Andriy Valentynov, Olga Gromyko, Andriy Dmytruk, Maryna Dyachenko, Serhiy Dyachenko, Henry Lion Oldie, Vadim Panov |  |
| 36 | Shamrokon                                                   | 2014 | Irland, Dublin                                                 | Jim Fitzpatrick, Seanan McGuire, Andrzej Sapkowski, Ylva Spångberg |  |
| 37 | Eurocon 2015                                                | 2015 | Ryssland, St. Petersburg                                       | Joe Abercrombie, Michael Stackpole, Jukka Halme, Pavel Vinogradov |  |
| 38 | Bcon                                                        | 2016 | Spanien, Barcelona                                             | Aliette de Bodard, Richard Morgan, Péter Michaleczky Enrique Corominas, Andrzej Sapkowski, Johanna Sinisalo, Rosa Montero, Rhianna Pratchett |  |
| 39 | U.con                                                       | 2017 | Tyskland, Dortmund                                             | Aleksandar Žiljak, Andreas Eschbach, Autun Purser, Dave Hutchinson |  |
| 40 | Nemo 2018                                                   | 2018 | Frankrike, Amiens                                              | |  |
| 41 | TitanCon 2019                                               | 2019 | Storbritannien, Belfast                                        | |  |
| 42 | FuturiCon 2020                                              | 2020 | Kroatien, Rijeka (ägde rum virtuellt p.g.a. Covid-19 pandemin) | Ivica Puljak, Adrian Tchaikovsky, Ivana Delač |  |
| 43 | DeepCon (p.g.a. Covid-19 pandemin uppskjuten till november) | 2021 | Fiuggi, Italien                                                | Marco Casolino, Giuliano Giuffrida, Shun Iwasawa, Hanne Madeleine Paine, Maurizio Manzieri, Chase Masterson, Ian McDonald, Eric A. Stillwell, Licia Troisi                                                                                      |  |
| 44 | LuxCon                                                      | 2022 | Dudelange, Luxemburg                                           | Arkady Martine, Aliette de Bodard, Vivian Shaw, Peadar Ó Guilín, Bernhard Hennen, Robert Corvus, Agnieszka Hałas, Gunilla Jonsson, Michael Petersén, Marieke Nijkamp, Kai Meyer, Andreas Eschbach, Tommy Krappweis                              |  |
| 45 | Konflikt                                                    | 2023 | Uppsala, Sverige                                               | Martha Wells, Francesco Verso, Merja Polvinen, Johan Egerkrans |  |
| 46 | Erasmuscon                                                  | 2024 | Rotterdam, Nederländerna                                       | Bo Balder, Jasper Fforde, Andrzej Sapkowski |  |
| 47 | Archipelacon 2                                              | 2025 | Mariehamn, Åland, Finland                                      | Jeff VanderMeer, Ann VanderMeer, Mats Strandberg, Emmi Itäranta |  |
| 48 | Metropol Con                                                | 2026 | Berlin, Tyskland                                               | Becky Chambers, Aiki Mira |  |

1. ↑  Alternativt namn Eastercon 35
2. ↑  Philip José Farmer var inbjuden hedersgäst men kunde ej närvara.
3. ↑  Kongressen var planerad för Zagreb, men fick flytta p.g.a. krig i Kroatien
4. ↑  Alternativt namn Eastercon 44
5. ↑  Denna kongress var även årets Worldcon. Alternativt namn Interthingy 1
6. ↑  Även årets Worldcon. Alternativt namn Interthingy 2
7. ↑  Robert Sheckley var inbjuden hedersgäst men kunde ej närvara.
8. ↑  Alternativt namn Interpresscon
9. ↑  Alternativt namn Italcon 35
10. ↑  Alternativt namn Parcon 2010
11. ↑  Alternativa namn ItalCon